# Euryproctus annulatus
Euryproctus annulatus là một loài tò vò trong họ Ichneumonidae.